# Seznam čestných občanů města Hradce Králové
Seznam čestných občanů města Hradce Králové je chronologický seznam osobností, které obdržely titul Čestné občanství města Hradce Králové.
V roce 1948 ztratilo své čestné občanství po změně režimu celkem 11 osob. V roce 1990 došlo po další změně režimu k dalším rozsáhlým revizím seznamu. V rámci zkoumaných 37 osob bylo 11 osobám čestné občanství navráceno, dalším 11 bylo zachováno a 15 osobám bylo zrušeno. Rada Městského národního výboru na zasedání dne 25. října 1990 zrušila jednomyslně čestné občanství těmto lidem: Zdeněk Fierlinger, Klement Gottwald, Viliam Široký, Václav Nosek, Václav Kopecký, Jozef Šoltész, J. V. Stalin, Antonín Novotný, Antonín Zápotocký, A. Belestocký. Naopak ponecháno bylo J. Davidovi, Janu Masarykovi, Bohumilu Laušmanovi, britskému politikovi Clementu Attleemu, americkému prezidentovi F. D. Rooseveltovi, sovětskému maršálovi A. I. Jeremenkovi a I. N. Kuroščepovovi. Z devíti dalších sporných případů byli na seznamu zachováni generál a prezident Ludvík Svoboda, italský politik Giovanni Sisto, československý politik Vladimír Clementis a kosmonaut Vladimír Remek. Odebráni ze seznamu byli českoslovenští komunističtí politici Zdeněk Nejedlý, Vavro Šrobár a Július Ďuriš, Valerij Dementěv, jenž údajně odminoval katedrálu sv. Ducha, a sovětský kosmonaut Alexej Alexandrovič Gubarev.
Státní okresní archiv radním města Hradce Králové v roce 2011 doporučil, aby zastupitelé znovu rozhodli o zrušení čestného občanství 15 osobám, které o ně měly přijít v roce 1990. Jednalo se o tyto osoby: sovětský diktátor J. V. Stalin, českoslovenští prezidenti Klement Gottwald, Antonín Zápotocký a Antonín Novotný, sovětský voják Valerij Dementěv, jenž údajně odminoval katedrálu sv. Ducha, sovětský maršál A. I. Jeremenko nebo československý ministr školství a kulturní ideolog Gottwaldovy éry komunismu Zdeněk Nejedlý. Nakonec bylo potvrzeno, že zrušení z roku 1990 bylo platné, což se ve výsledku týkalo 14 jmen.
| Jméno                                  | Udělení                                    | Povolání, popis zásluh |
| -------------------------------------- | ------------------------------------------ | --- |
| Václav Kliment Klicpera (1792–1859)    | říjen 1833                                 | dramatik, v Hradci Králové žil takřka 30 let, vedl gymnázium |
| Moric Lüssner (1813–1891)              | 16. května 1855                            | vlastenec, státní úředník, regionální místopisec, vlastivědný pracovník, archeolog, v letech 1850–1854 komisař hejtmanství v Hradci Králové                                                |
| Jan Nepomuk Eiselt (1807–1886)         | 14. ledna 1861                             | lékař, „městský fyzik“; za vlídnost a ochotu k nemocným všeho stavu, zvláště pak chudým a za zásluhy o dějepisné památky našeho města                                                      |
| Antonín rytíř ze Schmerlingů (?–?)     | 9. března 1861                             | císařský tajný rada, ministr; za pilnou péči, kterou měl a za vznik a rozkvět ústavy |
| Anton Forgách (1819–1885)              | 9. března 1861                             | místodržitel v Království Českém; za laskavost a vzornou spravedlnost, kterou projevoval ke každé osobě i každému stavu a k oběma národnostem                                              |
| František Palacký (1798–1876)          | 16. dubna 1861                             | historiograf Království Českého; za zásluhy o vzkříšení a nový rozkvět národa českého a literatury jeho a za sepsání jeho slavných dějin                                                   |
| František Ladislav Rieger (1818–1903)  | 16. dubna 1861                             | zemský poslanec, doktor práv; za zásluhy o život a nový rozkvět českého národu a literatury jeho                                                                                           |
| Richard Belcredi (1823–1902)           | 30. ledna 1866                             | c.k. státní ministr, ministerský předseda Rakouska a český místodržící; za zásluhy o úpravu státoprávních otázek                                                                           |
| Jan Nepomuk Rais (1803–1885)           | 27. března 1877                            | děkan kapituly katedrály sv. Ducha; za 37leté působení ve městě zdejším |
| Karel Collino (1818–1892)              | 4. prosince 1885                           | purkmistr města Hradce Králové; za dlouholeté působení v městské radě |
| Eduard Prašinger (1826–1895)           | 15. října 1891                             | kapitulní děkan, generální vikář; za 25 let v městském zastupitelstvu a 40 let kněžského a 25 let kanovnického jubilea                                                                     |
| Josef Jan Evangelista Hais (1829–1892) | 31. října 1891                             | královéhradecký biskup; za zásluhy o město a obecné dobro a 40 let kněžského jubilea |
| Václav František Červený (1819–1896)   | 22. dubna 1892                             | továrník, výrobce hudebních nástrojů, člen zastupitelstva; za zásluhy v městském zastupitelstvu a 50. jubileu činnosti továrnické                                                          |
| Václav Vladivoj Tomek (1818–1905)      | 18. prosince 1892                          | univerzitní profesor, rodák z Hradce Králové; za vynikající práce o českých dějinách, při příležitosti jeho instalace prvním rektorem české university 19. 12. 1882                        |
| Jan Harrach (1828–1909)                | 15. května 1897                            | c.k. komoří, tajný rada; za zásluhy o uskutečnění asanačního zákona pro město Hradec Králové                                                                                               |
| František Sláma (1850–1917)            | 15. května 1897                            | říšský a zemský poslanec; za zásluhy o uskutečnění asanačního zákona pro město Hradec Králové                                                                                              |
| Karel Adámek (1840–1918)               | 25. února 1908                             | spisovatel, národopisec, politik, přísedící zemského výboru; zasloužil se o stavbu městského muzea opatřením podpor ze zemských prostředků                                                 |
| Karel Teubner (?–?)                    | 25. února 1908                             | velkostatkář ve Vídni, rodák z Hradce Králové, založil nadaci pro královéhradecké chudé a studující                                                                                        |
| Josef Doubrava (1852–1921)             | 14. července 1916                          | královéhradecký biskup |
| Alois Jirásek (1851–1930)              | 18. dubna 1918                             | spisovatel |
| Tomáš Garrigue Masaryk (1850–1937)     | 29. října 1918                             | první československý prezident; jako osvoboditel a zakladatel československého státu |
| Karel Kramář (1860–1937)               | 29. října 1918                             | první předseda vlády Československa; za zásluhy o dosažení samostatnosti československého státu                                                                                            |
| František Staněk (1867–1936)           | 29. října 1918                             | ministr veřejných prací ve vládě Karla Kramáře |
| Václav Klofáč (1868–1942)              | 29. října 1918                             | novinář, politik, ministr národní obrany ve vládě Karla Kramáře; za zásluhy o dosažení samostatnosti československého státu                                                                |
| Gustav Habrman (1864–1932)             | 29. října 1918                             | ministr školství a národní osvěty ve vládě Karla Kramáře; za zásluhy o dosažení samostatnosti československého státu                                                                       |
| František Ulrich (1859–1939)           | 25. listopadu 1921                         | dlouholetý starosta města (1859–1929), advokát, poslanec |
| Louis Léger (1843–1923)                | 5. ledna 1923                              | francouzský spisovatel a slavista |
| Ignát Herrmann (1854–1935)             | 24. ledna 1923                             | spisovatel, humorista, redaktor, dětství prožil v Hradci Králové, do města se vracel |
| Ferdinand Foch (1851–1929)             | 16. května 1923                            | francouzský důstojník, maršál, hrdina první světové války |
| Adolf Černý (1864–1952)                | 18. srpna 1924                             | učitel, diplomat, slavista, rodák z Hradce Králové |
| Leopold Batěk (1856–1936)              | 13. června 1927                            | lékař v Hradci Králové, náměstek starosty Františka Ulricha, městský rada pro zdravotnictví, divadlo a kulturu; za zásluhy o rozkvět města                                                 |
| Edvard Beneš (1884–1948)               | 9. února 1946 (poprvé 27. října 1937)      | prezident republiky; jako spolutvůrce obnovené československé samostatnosti |
| Ludvík Svoboda (1895–1979)             | 9. února 1946                              | ministr národní obrany, později prezident republiky |
| Josef David (1884–1968)                | 29. listopadu 1946                         | předseda Národního shromáždění (1946–1948) |
| Jan Šrámek (1870–1956)                 | 28. ledna 1997 (poprvé 29. listopadu 1946) | náměstek předsedy vlády, předseda londýnské exilové vlády |
| Ján Ursíny (1896–1972)                 | 28. ledna 1997 (poprvé 29. listopadu 1946) | náměstek předsedy vlády (místopředseda vlády) |
| Jan Masaryk (1886–1948)                | 29. listopadu 1946                         | ministr zahraničních věcí |
| Hubert Ripka (1895–1958)               | 28. ledna 1997 (poprvé 29. listopadu 1946) | politik, novinář, ministr zahraničního obchodu (1945–1948) |
| Jaroslav Stránský (1884–1973)          | 28. ledna 1997 (poprvé 29. listopadu 1946) | ministr školství a osvěty |
| Bohumil Laušman (1903–1963)            | 29. listopadu 1946                         | ministr průmyslu |
| Ivan Pietor (1904–1977)                | 28. ledna 1997 (poprvé 29. listopadu 1946) | ministr dopravy |
| Antonín Hasal (1893–1960)              | 28. ledna 1997 (poprvé 29. listopadu 1946) | přednosta vojenské kanceláře presidenta |
| František Hála (1893–1952)             | 28. ledna 1997 (poprvé 29. listopadu 1946) | kněz, politik, blízký spolupracovník Jana Šrámka, ministr pošt (1945–1948), v únoru 1948 podal spolu s ostatními demokratickými ministry demisi.                                           |
| Adolf Procházka (1900–1970)            | 28. ledna 1997 (poprvé 29. listopadu 1946) | právník, politik, ministr zdravotnictví; v únoru 1948 podal spolu s ostatními demokratickými ministry demisi.                                                                              |
| Václav Majer (1904–1972)               | 28. ledna 1997 (poprvé 29. listopadu 1946) | ministr výživy, v únoru 1948 podal spolu s ostatními demokratickými ministry demisi. |
| Vlado Clementis (1902–1952)            | 29. listopadu 1946                         | státní tajemník na ministerstva zahraničních věcí |
| Mikuláš Ferjenčík (1904–1988)          | 28. ledna 1997 (poprvé 29. listopadu 1946) | státní tajemník na ministerstvu národní obrany |
| Ján Lichner (1897–1979)                | 28. ledna 1997 (poprvé 29. listopadu 1946) | státní tajemník na ministerstvu zahraničního obchodu |
| Clement Attlee (1883–1967)             | 21. června 1947                            | předseda vlády Velké Británie (1945–1951) |
| Franklin Delano Roosevelt (1882–1945)  | 21. června 1947 (in memoriam)              | president USA (1933–1945) |
| Giovanni Sisto (1916–1994)             | 28. srpna 1964                             | president provincie Alessandria, Itálie, regionu se stejnojmenným partnerským městem Hradce Králové                                                                                        |
| Vladimír Remek (* 1948 )               | 5. ledna 1979                              | československý kosmonaut |
| Zdeněk Mládek (1928–1993)              | 9. října 1990                              | podnikatel |
| Viktor Fischl (1912–2006)              | 24. června 1992                            | spisovatel, izraelský diplomat, rodák z Hradce Králové |
| Antonín Fingerland (1900–1999)         | 10. prosince 1996                          | přednosta patologické kliniky Lékařské fakulty Univerzity Karlovy v Hradci Králové |
| Václav Snítil (1928–2015)              | 24. února 1998                             | houslový virtuóz |
| Jaroslav Procházka (1913–2003)         | 17. prosince 2002                          | chirurg, přednosta chirurgie Lékařské fakulty Univerzity Karlovy v Hradci Králové |
| Karel Otčenášek (1920–2011)            | 22. února 2005                             | biskup královéhradecký |
| Vladimír Pilař (1926–2008)             | 28. března 2006                            | houslař, rodák z Hradce Králové |
| Jaromír Emr (1918–2013)                | 29. ledna 2008                             | ortoped |
| Dominik Duka (* 1943)                  | 27. dubna 2010                             | biskup královéhradecký, arcibiskup pražský, rodák z Hradce Králové |
| Zbyněk Hejda (1930–2013)               | 31. května 2011                            | básník, signatář Charty 77, rodák z Hradce Králové |
| Pavel Wonka (1953–1988)                | 27. září 2011 (in memoriam)                | disident, poslední oběť komunistického režimu, zemřel v roce 1988 ve věznici v Hradci Králové                                                                                              |
| Soňa Červená (1925–2023)               | 28. února 2012                             | operní pěvkyně a herečka; první žena, jíž bylo uděleno čestné občanství v Hradci Králové                                                                                                   |
| Jiří Hilmar (* 1937)                   | 26. března 2013                            | sochař, malíř a grafik, rodák z Hradce Králové |
| Vladimír Preclík (1929–2008)           | 29. března 2017 (in memoriam)              | český sochař, malíř, řezbář a spisovatel, vysokoškolský pedagog, předseda uměleckého spolku Mánes, rodák z Hradce Králové, návrhy na udělení neschváleny v letech 1999 a 2005              |
| Karel Čapek (1890–1938)                | 30. dubna 2019 (in memoriam)               | spisovatel, novinář a dramatik; v Hradci Králové strávil čtyři roky (1901–1905), které ovlivnily jeho postoje i tvorbu. Studoval C. k. vyšší gymnázium, bydlel na Malém náměstí s babičkou |